# Stanislav Batsjev
Stanislav Batsjev (Bulgaars: Станислав Венчов Бачев) (Blagoëvgrad, 30 januari 1978) is een voormalige Bulgaars voetballer die voorkeur speelde als verdediger.

## Carrière
Batsjev heeft gespeeld bij OFK Pirin Blagoëvgrad, Litex Lovetsj, Marek Doepnitsa, FK Bakoe en Beroje Stara Zagora. 
In zijn carrière speelde hij voor Pirin Blagoevgrad en Litex Lovech waarmee hij twee keer de Bulgaarse beker won.

## Erelijst

### Litex Lovetsj
- Bulgaarse voetbalbeker : 2000-2001, 2003-2004

### FK Bakoe
- Azerbeidzjan Premyer Liqası : 2008-2009

### Beroje Stara Zagora
- Bulgaarse voetbalbeker : 2009-2010